# Orville Wright
Orville Wright (Dayton, Ohio, 19 de agosto de 1871-ib., 30 de enero de 1948) fue un empresario, aviador, ingeniero e inventor estadounidense. Pionero de la aviación, junto con su hermano Wilbur son reconocidos como los hermanos Wright.

## Biografía
En 1892 ambos hermanos se asociaron y fundaron una fábrica de bicicletas. Los Wright se interesaron en unas ideas sobre vuelo de maquetas y, a partir de entonces, no cesaron de trabajar para así llevar al hombre en vuelo por los aires. Para la realización de sus estudios sobre el vuelo, desarrolló el primer túnel de viento en 1901 y en 1902, introdujo el empenaje vertical con timón móvil en los aviones como sistema de estabilidad que prácticamente eliminaba el peligro de la caída en barrena.
Los hermanos Wright realizaron algunos modelos y maquetas antes de iniciar la construcción de un prototipo. Muchas de estas maquetas volaron por sí solas en un vuelo planeado, lo que impulsó a los Wright a seguir con su proyecto. Las dificultades no fueron menores, muchas veces los mandos tuvieron que ser adecuados para poder controlar el planeo. Uno de los mayores problemas consistió en la inclinación hacia un lado o la falta de control horizontal. Los hermanos Wright solucionaron estos problemas ingeniosamente. A pesar de que los accidentes no estuvieron ausentes, ninguno de los hermanos Wright sufrió minusvalías.

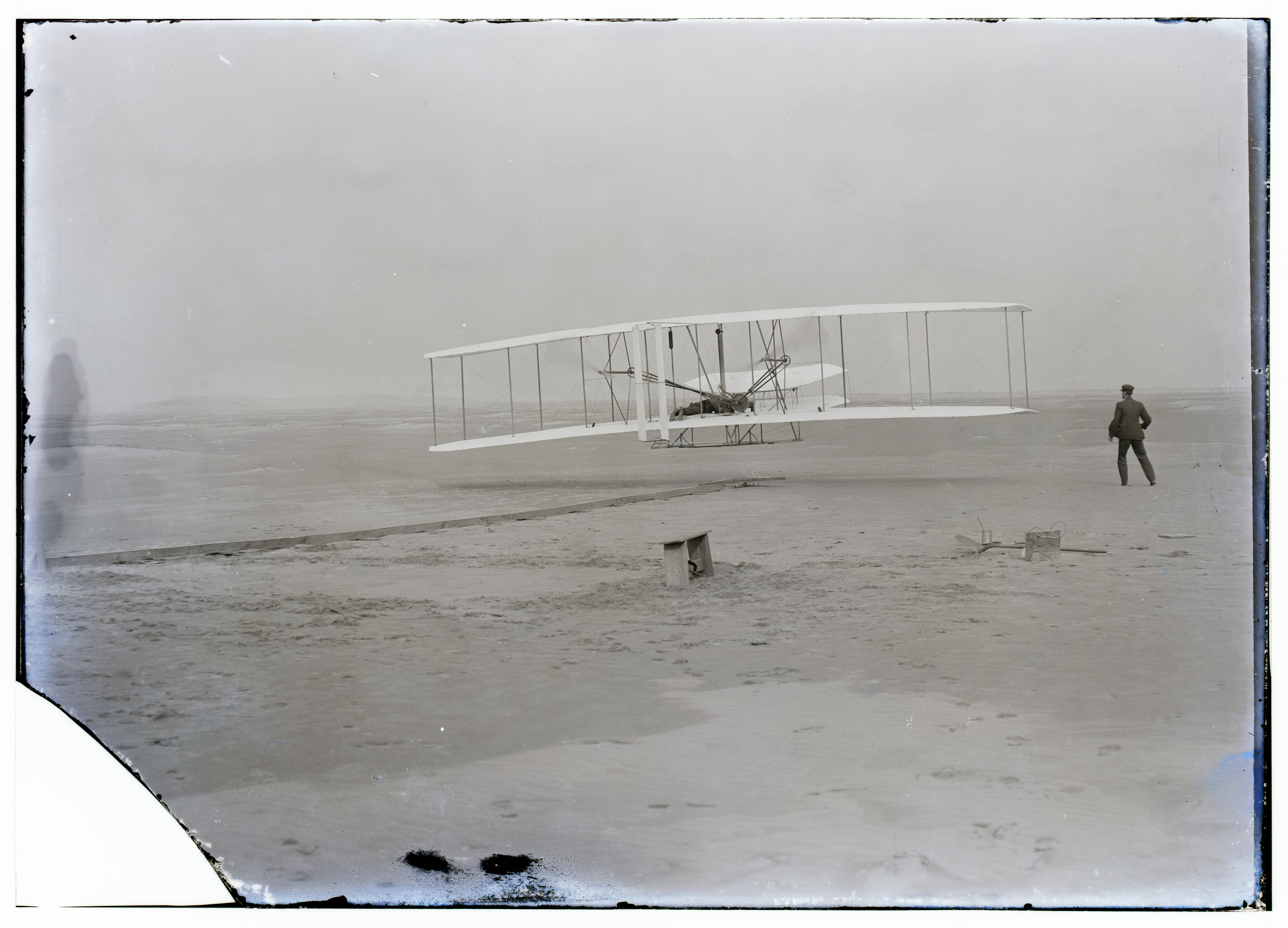
Primer vuelo de Wright en 1903.

El 17 de diciembre de 1903, en Kitty Hawk, Orville Wright realizó el que se considera el primer vuelo de un avión tripulado y semipropulsado con éxito, que duró 12 segundos. El aparato se llamaba Flyer I.
Los Wright eran muy celosos de su invento y no deseaban dar muchas evidencias de su aparato, de hecho las fotos se sacaron siempre desde cierta distancia, para impedir revelar los detalles. Dicho vuelo se hizo en secreto y sin testigos, para evitar el plagio de su nuevo invento, existiendo como única prueba la palabra de Orville y de su hermano. 
El Flyer I no era capaz de volar por sí solo, ya que requería la ayuda de una catapulta externa activada por un peso que lo lanzaba al aire, simulando un vuelo para poder así probar el funcionamiento de los mandos del avión. 
El 9 de septiembre de 1908, en Fort Myer (Virginia), estableció nuevas marcas cuando el primer avión Wright voló durante 62 minutos completando 57 círculos a una altura de 36,6 m. 
Este vuelo convirtió a Orville en una celebridad internacional. Inicio así una época de incesante actividad: al frente de su equipo de pilotos de exhibición, comprobaba todas las piezas nuevas del material utilizado en los aviones Wright y supervisaba la producción de las fábricas Wright. El ejército compró la idea de los Wright, sin embargo, la aviación tardaría aún en desarrollarse.
En 1908, los Wright además llevaron el aparato a Francia donde realizaron una exitosa exhibición ante un anonadado público que estaba acostumbrado a ver planeos cortos y colisiones en tierra. De este modo arrebataron a Alberto Santos Dumont la supremacía del aire. También en 1911 realizaron un vuelo que duró 9 minutos con 45 segundos.
Tras la muerte de Wilbur en 1912, Orville fue el presidente de la Wright American Company. Tres años después vendió sus acciones. Más tarde trabajó como ingeniero en la misma. Murió el 30 de enero de 1948 en Dayton.